# Bijvoetvedermot
De bijvoetvedermot (Hellinsia lienigianus) is een vlinder uit de familie vedermotten (Pterophoridae). De wetenschappelijke naam is voor het eerst geldig gepubliceerd in 1852 door Zeller.
De soort komt voor in Europa.